# Clamidomonadàcies
Les clamidomonadàcies (Chlamydomonadaceae) són una família d'algues verdes, de l'ordre Volvocales.